# George Edward Dobson
Pour les articles homonymes, voir Dobson.
George Edward Dobson (4 septembre 1848 à Edgeworthstown, Longford, Irlande - 26 novembre 1895) est un zoologiste, photographe et chirurgien militaire irlandais.

## Biographie
Il est le fils de Parke Dobson. Il fait ses études à l'école royale Enniskillen puis au Trinity College de Dublin. Il obtient son Bachelor of Arts en 1866, son Bachelor of Medicine et son Bachelor of Chemistry en 1867 enfin son Master of Arts en 1875. Il entre alors dans le service de santé des armées et part servir en Inde, poste qu’il conserve jusqu’à sa retraite en 1888.
Vers 1878, il devient le conservateur du muséum Netley. Dobson était expert en mammifères, particulièrement les Chiroptera, (chauve-souris) et les Insectivora. Il est membre de diverses sociétés savantes dont la Royal Society (où il est élu en 1883), la Linnean Society of London et de la Zoological Society of London. Il est membre correspondant de l’Academy of Natural Sciences of Philadelphia et de la Biological Society de Washington.
En 1872, il était en poste aux îles Andaman, où il prit de nombreuses photographies anthropologiques d'insulaires de ces îles.
Dodson est notamment l'auteur de Catalogue of the Chiroptera in Collection of British Museum (1878), Monograph of the Asiatic Chiroptera (1876), A Monograph of the Insectivora, systematic and anatomical (trois parties, John Van Voorst, Londres, 1882-1890.